# Juan Manuel Fangio
Temple international de la renommée du sport automobile 1990
Juan Manuel Fangio, né le 24 juin 1911 à Balcarce et mort le 17 juillet 1995 à Buenos Aires, est un pilote automobile argentin.
Cinq fois champion du monde de Formule 1 (en 1951, 1954, 1955, 1956 et 1957), il domina la discipline reine du sport automobile dans les années 1950, étant jusqu'à ce jour le seul pilote à être sacré champion du monde dans 4 écuries différentes. Grâce à ses exploits et à son pourcentage unique de victoires par Grand Prix disputé (24 victoires sur 51 Grands Prix, pour un record absolu de 47,06 %), nombreux sont ceux qui le considèrent comme le plus grand pilote de l'Histoire. 
Son record de cinq titres mondiaux a tenu jusqu'au début des années 2000, où il fut dépassé par Michael Schumacher puis par Lewis Hamilton (7 titres chacun). Une expression courante a existé au XXe siècle pour les automobilistes qui roulaient trop vite ou tentaient de conduire de manière sportive : « Tu te prends pour Fangio ? ».

## Biographie

### Enfance

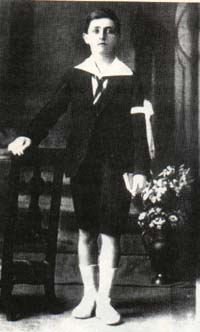
Fangio en 1920.

Juan Manuel Fangio naît dans une modeste famille d'immigrés italiens originaires des Abruzzes, son père était ouvrier maçon décorateur. Il est le cinquième enfant d’une fratrie de six. Pas très doué pour l'école, il se passionne pour le football mais aussi pour la mécanique puisqu'il fréquente un atelier de réparation mécanique automobile durant ses loisirs.
En 1922, à 11 ans, il devient, parallèlement à l'école, apprenti mécanicien dans un atelier de Balcarce qui prépare notamment des voitures de courses. Quelques années plus tard, il abandonne l'école et est engagé par le concessionnaire Ford puis par le concessionnaire Studebaker de sa ville natale. Mécanicien compétent, on lui confie également parfois le soin d'essayer les nouvelles voitures, ce qui lui permet à seulement 16 ans de s'initier aux joies de la conduite.
En 1929, à 18 ans, il effectue même des débuts en compétition, en qualité de copilote, aux côtés d'un riche client du garage pour lequel il travaille.

### 1936-1938: premières courses
En 1933, après son service militaire d'un an dans le sixième régiment d'artillerie de Campo de Mayo où il est chauffeur personnel d'officier supérieur, il ouvre son garage avec l'aide de son père et de ses frères.
En 1936, alors qu'il est âgé de 25 ans, il dispute sa première course, au volant de la Ford A d'un ami préparée dans l'atelier familial. Dans les mois suivants, il renouvelle l'expérience à plusieurs reprises, avec la Ford A puis avec une Buick V8 et enfin avec une Ford V8 de 85 chevaux qu'il engage en 1938 dans le Gran Premio de Necochea. Troisième de sa manche qualificative, puis septième de la finale, Fangio prend peu à peu conscience de ses qualités de pilote.

### 1939-1942: le temps descarreteras

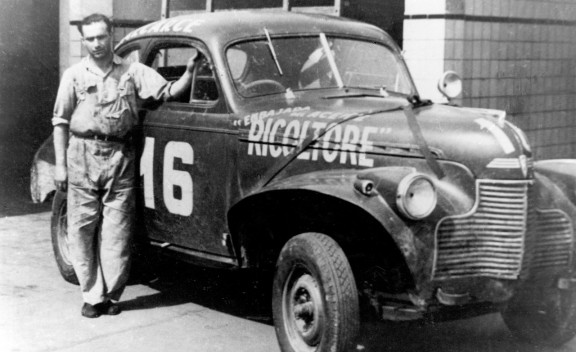
Fangio et son coupé Chevrolet à l'époque des Turismo Carretera (années 1940).

À partir de 1939, Fangio abandonne les épreuves sur circuit pour se lancer dans les courses routières (appelées en Argentine Tourisme de Route ou Turismo Carretera), alors extrêmement populaires en Argentine. Il s'agit d'épreuves de plusieurs centaines de kilomètres disputées sur des routes sinueuses et caillouteuses, aussi éprouvantes pour les machines que pour les organismes.
Grâce à une souscription lancée à Balcarce, Fangio s'offre une Chevrolet 6-cylindres qui lui permet rapidement de concurrencer les frères Galvez, alors les deux grands pilotes argentins de la spécialité. En 1940, il remporte sa première grande épreuve, le Gran Premio del Norte, une longue course harassante de deux semaines et de 9 445 km entre Lima au Pérou et Buenos Aires en Argentine via la traversée de la cordillère des Andes par des cols qui culminent à plus de 4 000 mètres. En fin d'année, il obtient son premier titre de champion d'Argentine de Carreteras, titre qu'il conserve en 1941.
En 1942, la guerre qui fait rage en Europe et qui s'étend au reste du monde commence à éprouver l'économie argentine. Pour cause de rationnement, les courses automobiles sont mises en sommeil et Fangio se consacre exclusivement à la bonne marche de son garage.

### 1947-1948: lestemporadas

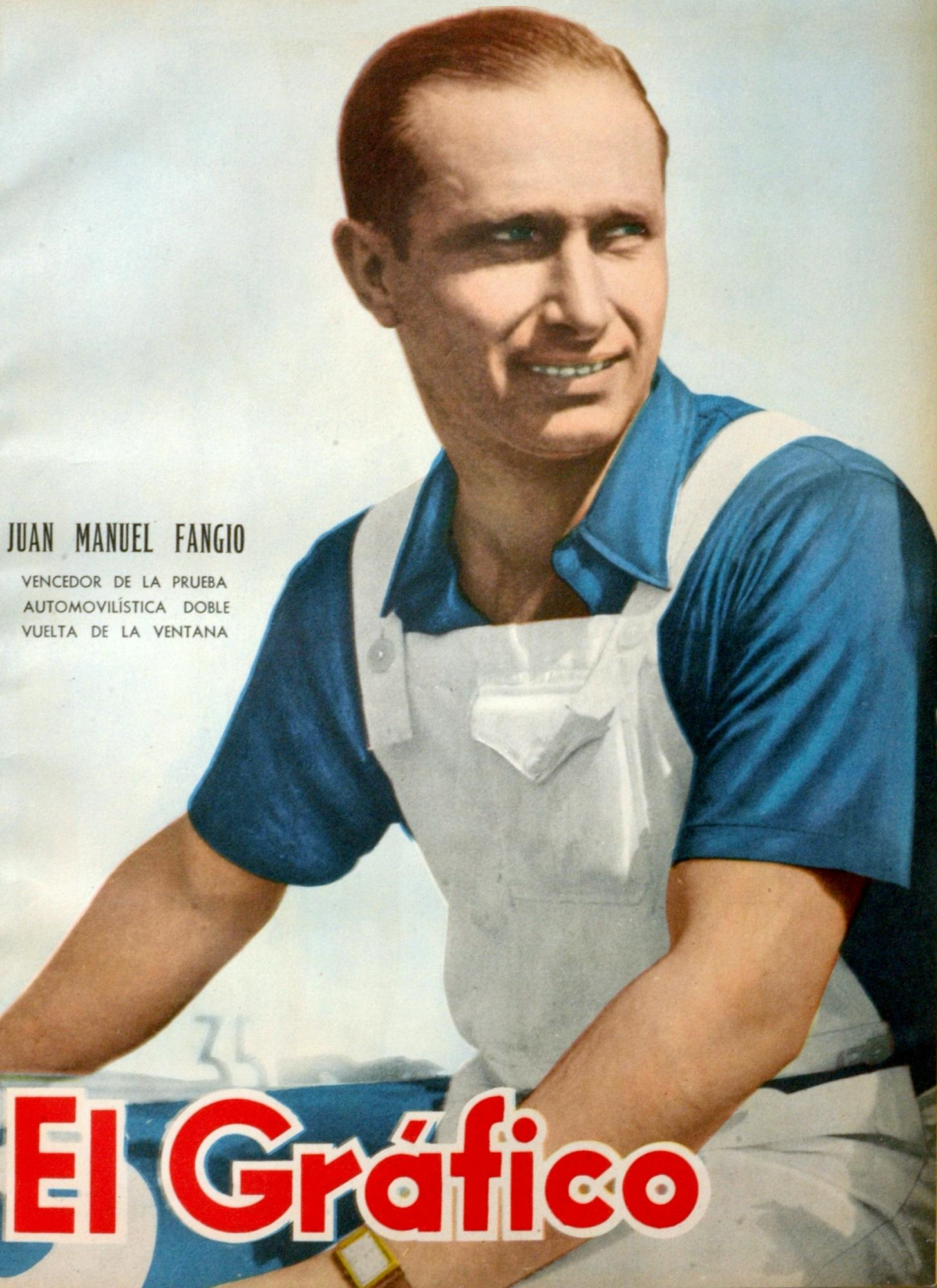
Fangio en 1947.

En 1946, au sortir de la guerre, les courses automobiles reprennent en Argentine. Cette reprise est facilitée par l'arrivée au pouvoir du Général Juan Perón, grand amateur de sport automobile, qui souhaite en faire un outil de prestige pour l'Argentine. Il lance ainsi l'idée d'organiser en Argentine une saison de courses sur circuit (une temporada) lors de l'été austral (l'hiver en Europe) au cours de laquelle les meilleurs pilotes mondiaux, alors essentiellement les Italiens et les Français, viendraient se frotter aux gloires locales.
Fangio participe à la première temporada lors de l'été austral 1947 mais, faute d'un matériel compétitif (une Ford T à moteur Chevrolet), n'est guère en mesure de se mettre en valeur. Dans les mois qui suivent, de nombreux succès au volant d'une Volpi-Chevrolet préparée par ses soins lui permettent de convaincre l'Automobile Club d'Argentine de lui confier une voiture compétitive pour la temporada 1948. Il remporte ainsi le championnat argentin à quatre reprises entre 1947 et 1950.
En parvenant à rivaliser avec les meilleurs, Fangio ne tarde pas à justifier les espoirs placés en lui tout en gagnant la sympathie et le respect de pilotes de renom tels que Achille Varzi, Luigi Villoresi et Jean-Pierre Wimille.

### 1948-1949: premiers pas en Europe
Après avoir su attirer certains des meilleurs pilotes mondiaux en Argentine, l'Automobile Club d'Argentine, toujours fortement encouragé par Perón, enclenche la deuxième phase de son programme de développement du sport automobile argentin, en envoyant certains de ses plus talentueux pilotes, dont Fangio, en Europe, pour qu'ils se familiarisent avec l'environnement des courses du vieux continent.
À l'occasion de ce voyage, Fangio effectue, de manière totalement improvisée, ses débuts en Formule 1 lors du Grand Prix de l'ACF disputé le 18 juillet 1948, sur le circuit de Reims. Il est appelé par Amédée Gordini pour remplacer au pied levé le pilote français Maurice Trintignant, victime d'un grave accident quelques jours plus tôt lors d'une course en lever du rideau du Grand Prix de Suisse à Bremgarten. Malgré une résistance héroïque, Fangio est impuissant face aux redoutables Alfetta et abandonne à la suite de la casse du moteur de sa Gordini.
En 1949, l'Automobile Club d'Argentine passe à la vitesse supérieure en constituant une véritable équipe d'Argentine, à laquelle est incorporé Fangio, pour courir en Europe ; Benedicto Campos faisant alors partie du lot. Au volant de la Maserati 4CLT de l'ACA, Fangio remporte la dernière course de la temporada 1949, avant de repartir pour l'Europe y disputer sa première véritable saison internationale.
Rapidement, l'épopée européenne de l'équipe d'Argentine vire au triomphe puisque Fangio enchaîne les succès, avec une insolente supériorité, dans des épreuves il est vrai d'importances inégales : Grand Prix de San Remo, Grand Prix de Pau, Grand Prix du Roussillon, Grand Prix de Marseille (sur une Gordini), Grand Prix de l'Autodrome à Monza (sur une Ferrari louée in extremis à la Scuderia) puis Grand Prix d'Albi.
En fin d'année, Fangio retourne en Argentine en héros national mais, surtout, a la satisfaction d'avoir obtenu un volant de pilote officiel au sein de l'écurie Alfa Romeo pour la saison 1950, le premier championnat du monde de Formule 1.

### 1950-1951: premier titre avec Alfa Romeo

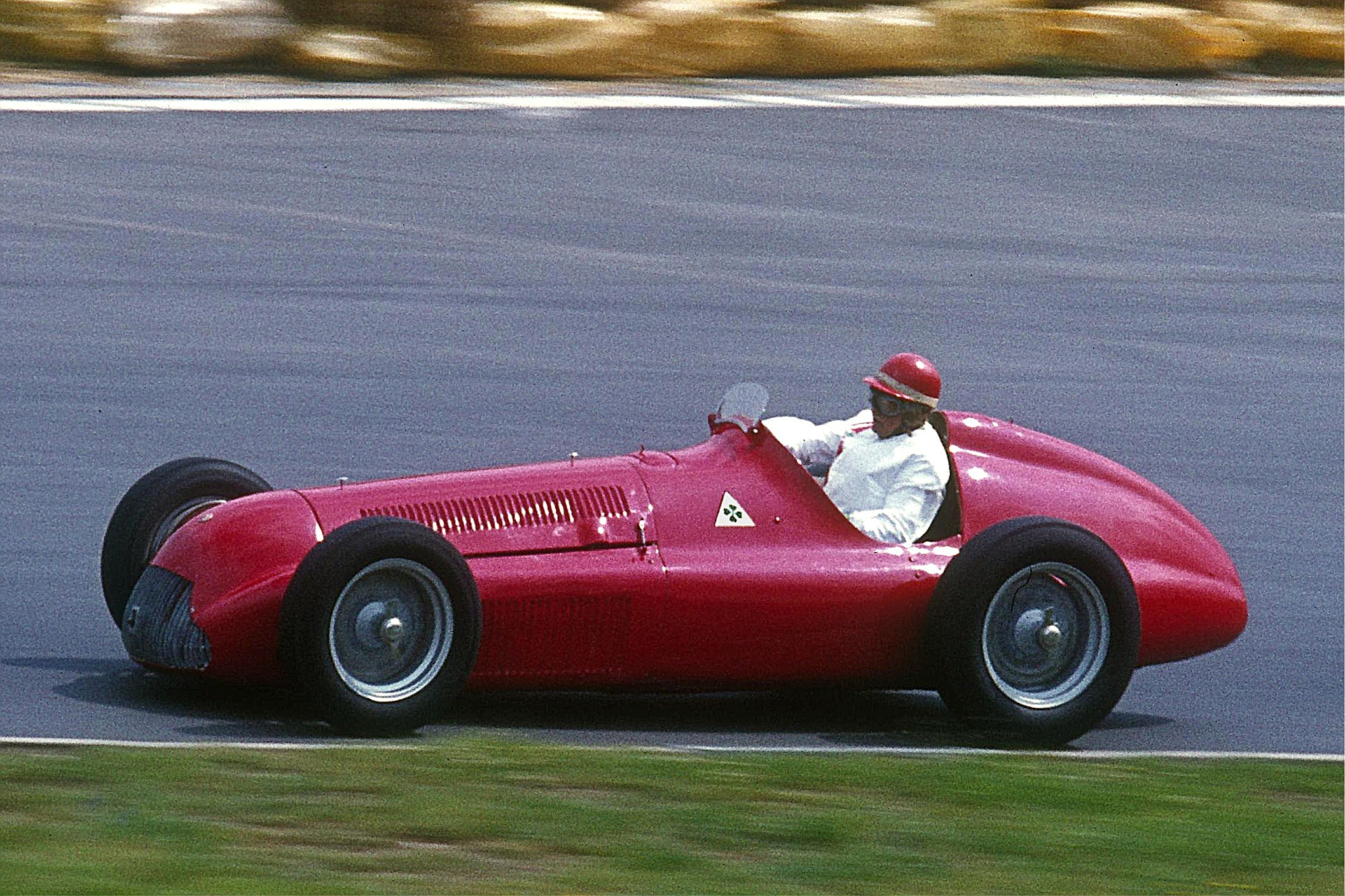
L'Alfetta des saisons 1950 et 1951.

Meurtrie par les accidents mortels d'Achille Varzi et de Jean-Pierre Wimille, l'équipe Alfa Corse a fait l'impasse sur la saison 1949 mais cela ne l'empêche pas de se présenter en favorite du championnat du monde 1950, tant la supériorité technique de la surpuissante Alfetta 158 est grande et tant l'équipe de pilotes constituée par Fangio, Giuseppe Farina et Luigi Fagioli (les « 3 FA ») impressionne.
Rapidement, le championnat se réduit, comme prévu, à un duel entre Farina et Fangio. Victime d'une casse mécanique lors de la manche inaugurale à Silverstone, Fangio remporte son premier Grand Prix du championnat du monde, au volant de son Alfa Romeo 158, réalisant par la même occasion un hat trick (pole position, meilleur tour en course et victoire), lors du Grand Prix de Monaco, le 21 mai 1950. Il s'impose également en Belgique et au Grand Prix de l'ACF mais plusieurs abandons lui coûtent le titre ; il termine vice-champion à trois points de Farina.
En 1951, Fangio, toujours chez Alfa Romeo qui engage la Tipo 159, semble parti pour prendre sa revanche comme l'atteste sa victoire au premier Grand Prix de la saison en Suisse, au terme d'une démonstration de pilotage sous la pluie. Mais après une deuxième victoire acquise en France sur le circuit de Reims (partagée avec son coéquipier Fagioli qui lui avait cédé sa voiture), Fangio subit la domination de la Scuderia Ferrari, emmenée par son compatriote José Froilán González mais surtout par Alberto Ascari. Un abandon en Italie combiné à une victoire d'Ascari semble le condamner à un nouvel échec au championnat. Le 28 octobre, pour la dernière manche de la saison, sur le circuit de Pedralbes, tracé non permanent dans la ville de Barcelone, Ferrari se fourvoie dans ses choix de pneumatiques et offre la victoire et le titre mondial à Fangio. Après sa victoire, lors du Grand Prix d'Espagne, Juan Manuel Fangio remporte le Championnat du monde de Formule 1 — le premier de ses cinq titres de champion du monde — au volant de son Alfa Romeo.

### 1952-1953: deux saisons à oublier

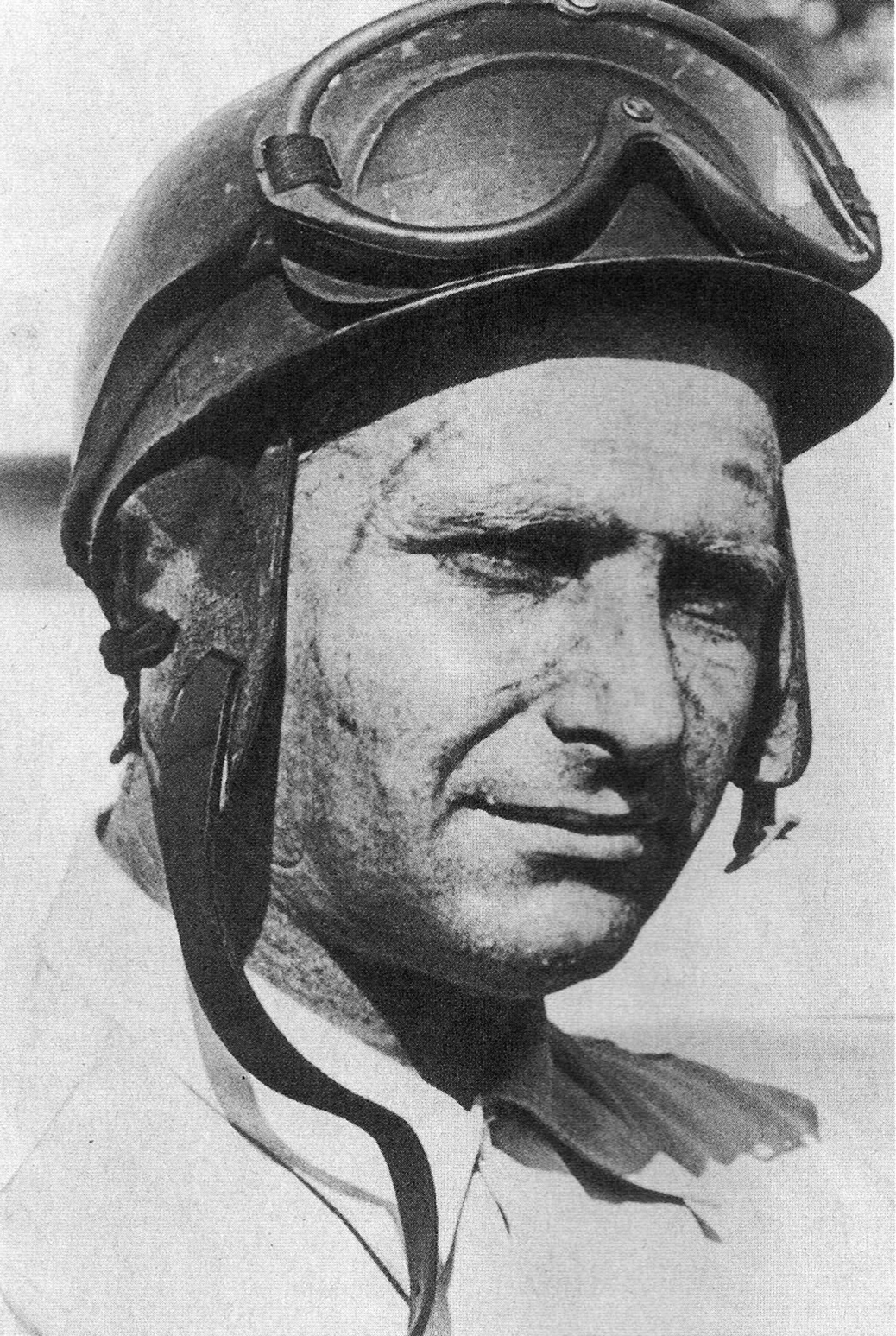
Juan Manuel Fangio remporte son premier titre en 1951.

Les retraits combinés d'Alfa Romeo et de Talbot-Lago, la dissolution de l'association Simca-Gordini et l'échec du projet British Racing Motors laissant Ferrari seule écurie en lice à l'orée de la saison 1952, la FIA décide d'organiser les championnats du monde 1952 et 1953 sous l'égide de la Formule 2, la nouvelle réglementation Formule 1 (2 500 cm3) devant entrer en vigueur en 1954.
Fangio trouve refuge chez Maserati ; sa première course avec la nouvelle A6GCM est prévue le 8 juin à Monza, au Grand Prix de l'Autodrome, une épreuve hors-championnat. La veille, Fangio était engagé au volant d'une Formule 1 BRM V16 dans une épreuve de Formule Libre en Ulster et il prévoyait de rallier Monza en avion mais en raison de problèmes météorologiques, l'avion ne put aller plus loin que Paris et le pilote argentin dut effectuer le trajet Paris-Monza en voiture. Ce n'est que d'extrême justesse après une nuit blanche passée sur la route, qu'il se présente au départ de la course, sans avoir participé aux essais. Dès le deuxième tour, dans le virage de Lesmo, il commet une erreur de pilotage et sa Maserati part dans une effroyable cabriole. Relevé avec de graves blessures aux vertèbres cervicales, Fangio échappe à la paralysie mais doit observer une longue convalescence et passe plusieurs mois plâtré.
Il retrouve la compétition en 1953. Une impressionnante série de deuxièmes places lui permet de faire, un temps, illusion au championnat mais il est systématiquement dominé par les Ferrari, notamment celle d'Alberto Ascari qui remporte le titre. Fangio doit attendre l'ultime manche de la saison, à Monza, pour renouer avec la victoire, au terme d'un dernier tour à suspense, évitant de justesse le leader Alberto Ascari en perdition à la sortie du dernier virage avant l'arrivée.

### 1954-1955: la domination Mercedes

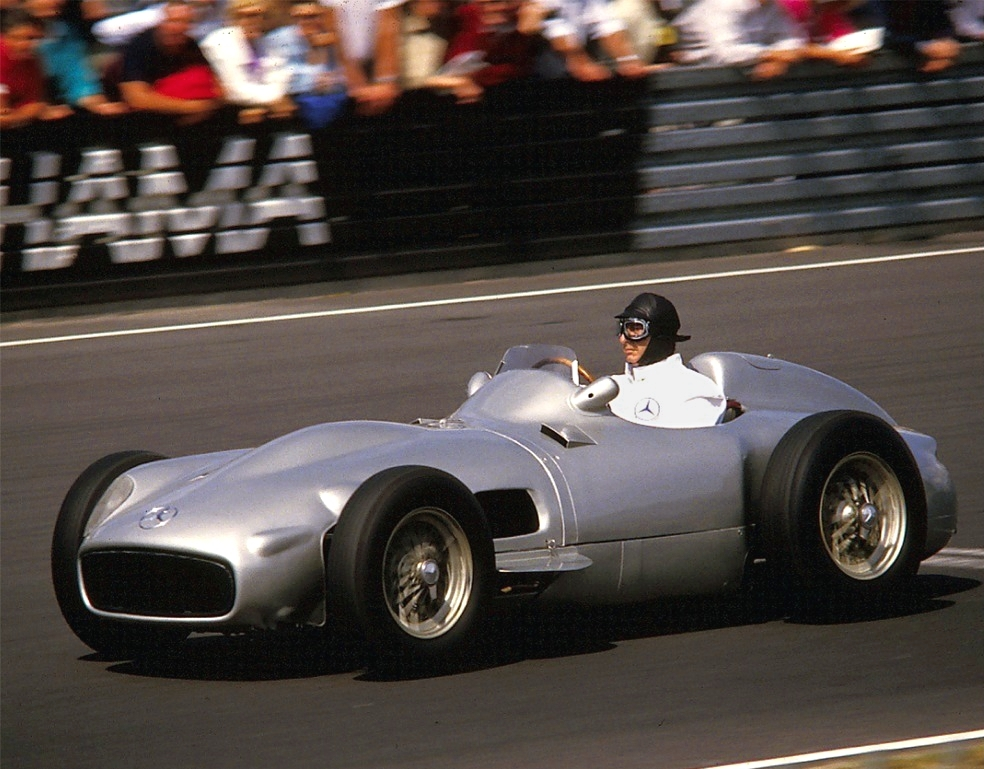
Juan Manuel Fangio en 1986 au volant de la Mercedes-Benz W196 double championne du monde en 1954 et 1955.

À l'issue de la saison 1953, Juan Manuel Fangio est contacté par Mercedes-Benz, qui envisage de profiter du changement de règlement technique (retour à la F1, 2,5 litres maxi, carburant libre) pour effectuer son retour en Grand Prix après 15 années d'absence. Fangio connaît bien Mercedes et son directeur de course Alfred Neubauer pour avoir couru pour eux en Argentine lors de la temporada 1951 quand la firme à l'étoile revenait tout juste à la compétition. Les succès récents des Mercedes aux 24 Heures du Mans et à la Carrera Panamericana achèvent de le convaincre du formidable potentiel de la marque allemande.
La Mercedes-Benz W196 ne pouvant être prête avant le Grand Prix de France, Mercedes accepte que Fangio commence la saison dans une autre équipe pour ne pas hypothéquer ses chances au championnat. Au volant de la Maserati 250F, Fangio remporte les deux premières manches du championnat, en Argentine puis en Belgique. Au Grand Prix de France, troisième manche de la saison (abstraction faite des 500 miles d'Indianapolis disputés sous la formule internationale), Fangio découvre la Mercedes W196 qui se distingue par une aérodynamique très soignée ; à l'inverse des autres F1, la W196 a les roues carénées. Alors que les adversaires de Fangio espéraient que Mercedes souffre d'un temps d'adaptation, l'Argentin obtient la pole position et s'impose dès sa première apparition. À Silverstone, dans des conditions qui conviennent mal aux caractéristiques de sa voiture, Fangio termine laborieusement quatrième mais, au Nürburgring, sur la W196 en version non carénée, il reprend sa marche triomphale. Son succès est toutefois assombri par la mort, lors des essais, de son jeune compatriote et protégé Onofre Marimón. Deux nouvelles victoires en Suisse puis en Italie assurent à Fangio un deuxième titre mondial.
Malgré une concurrence qui aiguise ses armes, notamment Alberto Ascari au volant de la prometteuse Lancia D50, Fangio entame la saison 1955 en position de grand favori. Il commence d'ailleurs l'année par ce qui reste comme l'une de ses plus fameuses victoires, en Argentine. Sous un soleil de plomb, les pilotes sont physiquement incapables d'effectuer seuls les 375 kilomètres du Grand Prix et, rapidement au gré des abandons, plusieurs pilotes se relayent au volant d'une même voiture, comme le règlement l'autorise ; Fangio, fort d'une condition physique irréprochable et de son expérience des redoutables carreteras argentines, rallie victorieusement l'arrivée en solitaire.
Après un abandon sur casse moteur à Monaco, Fangio effectue une parenthèse dans sa saison de Formule 1 en participant aux 24 Heures du Mans, au volant de la Mercedes-Benz 300 SLR. L'équipage qu'il forme avec le jeune prodige britannique Stirling Moss (également son équipier en F1) fait figure de grand favori. Fangio est à la lutte avec la Jaguar de Mike Hawthorn lorsque le drame se joue, quelques heures après le départ. Surpris par une manœuvre brutale de Hawthorn pour rentrer aux stands, Lance Macklin effectue un écart que ne peut éviter le Français Pierre Levegh dont la Mercedes décolle avant de se désintégrer sur le talus séparant la piste des tribunes, projetant des débris mortels dans la foule. Plus de 80 personnes sont tuées. Fangio, qui roulait juste derrière Levegh, échappe de justesse au drame. Quelques heures plus tard, alors que l'équipage Fangio-Moss est en tête de la course, la direction de Mercedes décide de retirer ses voitures, et Fangio de ne plus participer de sa vie aux 24 Heures du Mans.
Amputée de plusieurs manches à la suite du drame des 24 Heures, la saison de Formule 1 se poursuit néanmoins, toujours dominée par Mercedes, sans réelle opposition après le retrait de la Scuderia Lancia en proie à de grandes difficultés financières et meurtrie par l'accident mortel d'Alberto Ascari peu après le Grand Prix de Monaco, et compte tenu de la petite forme des Ferrari et Maserati. Fangio s'impose à Zandvoort, termine second à Aintree derrière Moss sans véritablement lui contester la victoire, puis l'emporte à Monza, s'adjugeant du même coup son troisième titre mondial.

### 1956: quatrième titre amer chez Ferrari

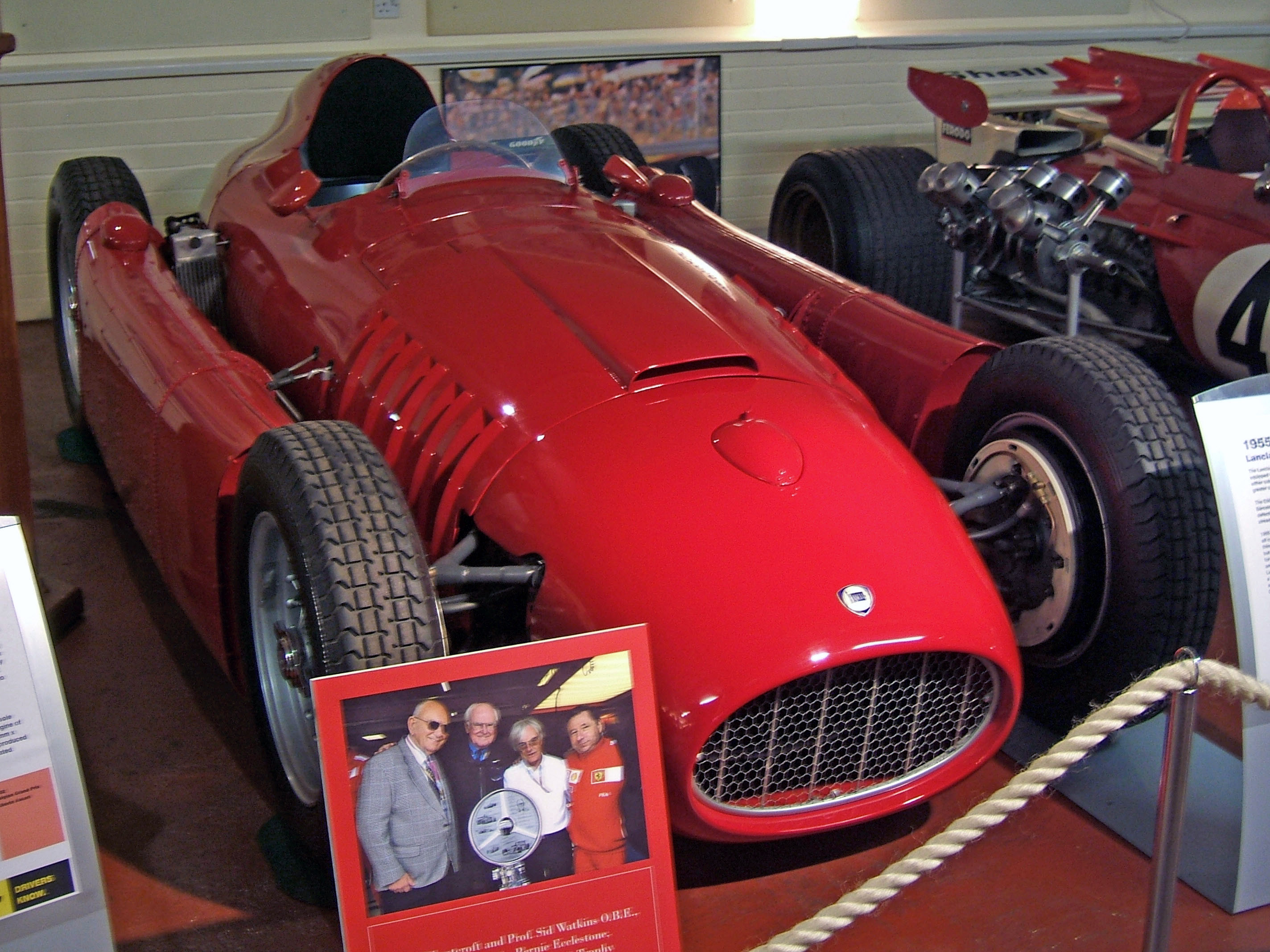
La Lancia D50 de la saison 1955, qui deviendra Lancia-Ferrari en 1956.

À l'issue de la saison 1955, Mercedes annonce son retrait du sport automobile, une décision qui doit beaucoup au drame des 24 Heures du Mans mais aussi au sentiment pour la firme à l'étoile de n'avoir plus rien à prouver en sport automobile après deux saisons de domination sans partage en Formule 1. À 44 ans, Fangio estime qu'il est peut-être également temps pour lui de tirer sa révérence au sommet et envisage sérieusement d'arrêter la Formule 1.
Mais c'est compter sans le renversement en septembre 1955 du général Perón. Même si Fangio a toujours su éviter de se faire instrumentaliser par la propagande péroniste, il est de notoriété publique qu'il est un des protégés du président déchu et de ce fait, il craint que ses biens en Argentine ne lui soient confisqués par les nouveaux dirigeants. Ce sentiment l'incite à poursuivre sa carrière au plus haut niveau afin de se mettre à l'abri du besoin. Il négocie un juteux contrat avec Ferrari qui sort d'une saison 1955 ratée mais qui a récupéré les Lancia D50 au potentiel prometteur.
Victorieux du Grand Prix d'Argentine (victoire partagée avec Luigi Musso puisque Fangio a été victime d'ennuis d'alimentation sur sa propre voiture), Fangio termine deuxième du Grand Prix de Monaco en partageant les points avec Peter Collins qui lui céda sa voiture à contrecœur après que l'Argentin eut endommagé la sienne contre les trottoirs de la Principauté, conséquence d'un pilotage approximatif inhabituel chez le triple champion du monde. Les malheurs de Fangio se poursuivent à Spa où sa transmission le trahit alors qu'il est en tête, puis à Reims, où il est retardé par une fuite d'huile et doit se contenter de la quatrième place. Les ennuis mécaniques à répétition rencontrés par Fangio empoisonnent progressivement ses rapports avec Enzo Ferrari qu'il accuse ouvertement de favoriser au championnat le jeune Peter Collins. De son côté, Ferrari pointe du doigt les insuffisances de Fangio (notamment sa course ratée de Monaco) et réfute les accusations implicites de sabotage en rappelant que depuis le début de saison, l'Argentin a bénéficié à deux reprises des consignes de course.
La sulfureuse ambiance s'apaise à partir du Grand Prix de Grande-Bretagne que Fangio remporte avec brio, avant d'enchaîner par un nouveau succès au Nürburgring. Propulsé largement en tête du championnat du monde avant d'aborder l'ultime manche en Italie, Fangio ne compte plus que deux adversaires : son coéquipier Collins et le Français Jean Behra. L'abandon de Fangio sur bris de direction est une véritable aubaine pour Collins, qui n'est toutefois pas en position d'être titré. Le Britannique renonce même volontairement à ses maigres chances d'être titré en s'arrêtant aux stands pour partager sa voiture avec Fangio qui remporte ainsi son quatrième titre mondial.
Malgré ce nouveau titre, les tensions entre Fangio et la direction de Ferrari ont atteint un point de non-retour et les deux parties se séparent en fin d'année.

### 1957: derniers exploits et cinquième titre

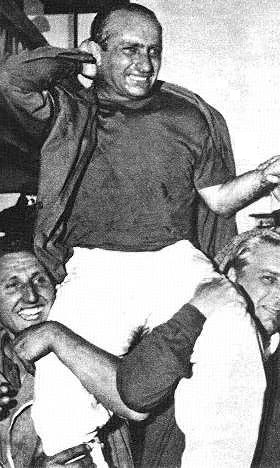
Fangio vainqueur au Nürburgring (1957).

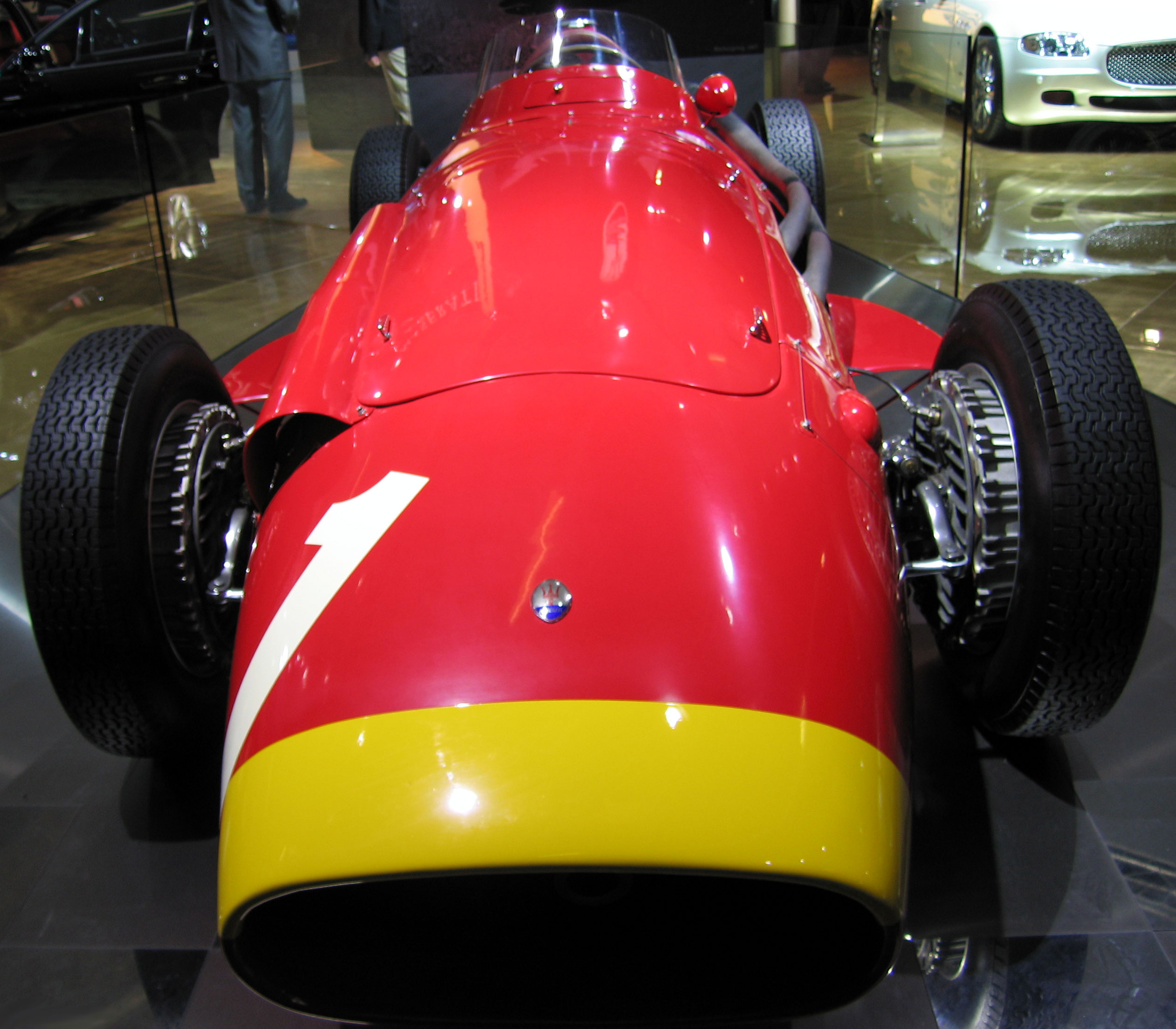
La Maserati 250F de Fangio (version Lightweight de 1957).

En 1957, Fangio retourne chez ses amis de l'écurie Maserati où il retrouve la 250F. Annoncé sur le déclin après sa campagne 1956, Fangio se charge de remettre les choses en place en dominant les débats tout au long de l'année. Il s'impose en Argentine, à Monaco et à Rouen malgré des pneus usés jusqu'à la corde qui l'obligent, au grand plaisir des spectateurs, à une démonstration de pilotage en glissade dans la vertigineuse descente du Nouveau-Monde - Fangio dira alors que sa monoplace était plus efficace ainsi qu'avec des pneus neufs.
Contraint à l'abandon en Angleterre, il reprend sa marche triomphale en réalisant, le 4 août 1957, sur le toboggan du Nürburgring, ce qui reste encore de nos jours comme l'un des plus beaux exploits de l'histoire de la Formule 1. Retardé de près de 45 secondes à la mi-course à la suite d'un mauvais ravitaillement, il entreprend une remontée d'anthologie sur les pilotes Ferrari Mike Hawthorn et Peter Collins. Au prix d'une prise de risque de tous les instants et battant huit fois de suite son propre record du tour, il revient sur les échappés et les dépasse dans le vingt-et-unième et avant-dernier tour de course. Au soir de ce Grand Prix d'Allemagne à l'issue duquel il obtient sa vingt-quatrième et dernière victoire en championnat du monde de sa carrière, Juan Manuel Fangio remporte, alors qu'il reste encore deux courses à disputer, son cinquième titre (dont quatre consécutifs) de Champion du monde de Formule 1. Deux deuxièmes places à Pescara et à Monza complètent une saison triomphale.

### 1958: fin de carrière

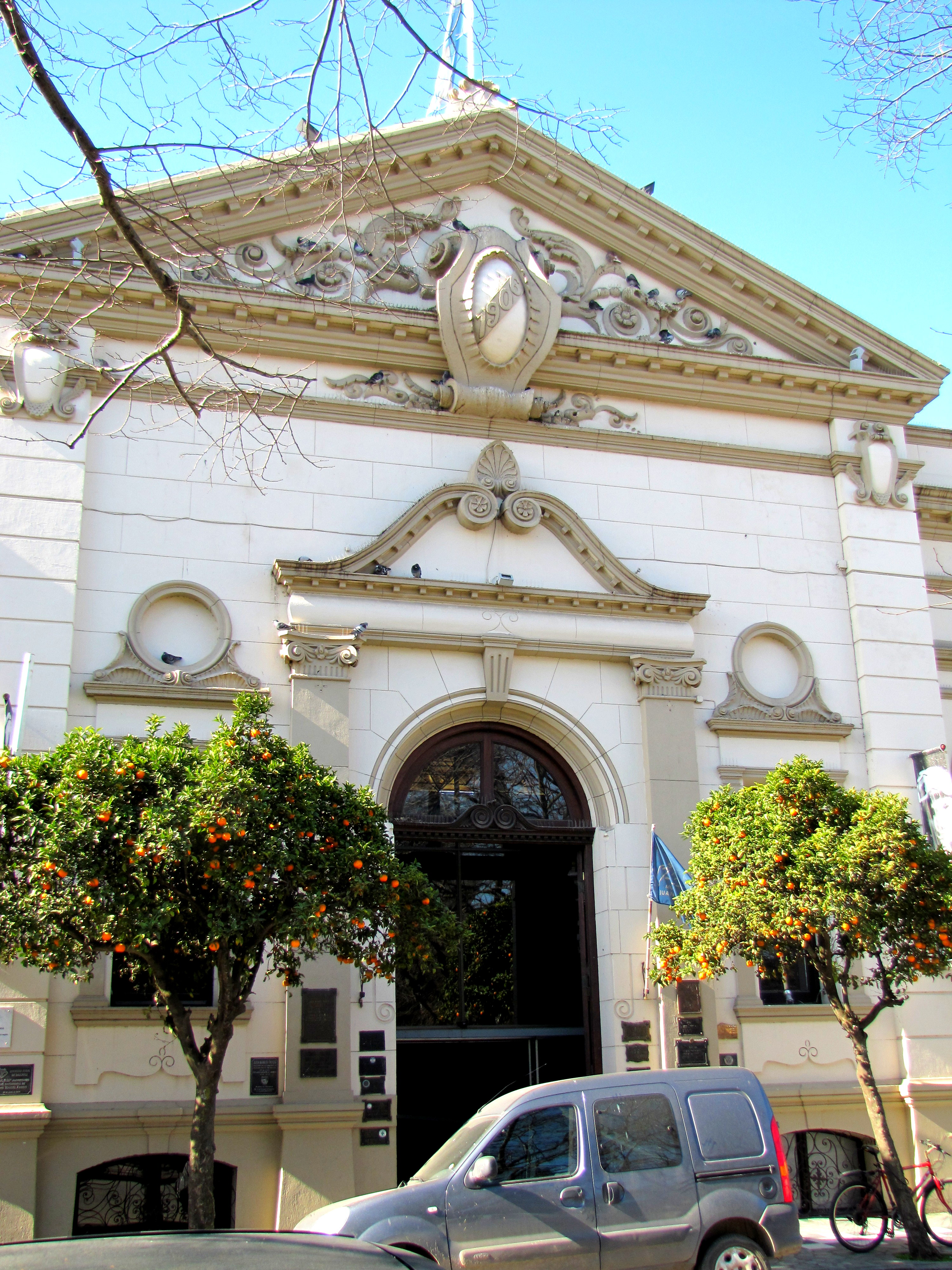
Museo del automovilismo Juan Manuel Fangio à Balcarce (Plaza Libertad).

En 1958 Fangio, âgé de 47 ans, décide de ne pas défendre son titre et de se retirer progressivement du haut niveau : « J'ai réalisé toutes mes ambitions. La couronne mondiale était mon plus grand rêve. Après mes deux premiers titres, il me semblait logique d'essayer d'en décrocher un troisième. Le cinquième me persuada qu'il était temps de passer la main ». Il est également encouragé dans sa décision par le semi-retrait de Maserati, en proie à de grandes difficultés financières.
Il se contente de participer à deux épreuves du championnat du monde, le Grand Prix d'Argentine en début de saison sur une Maserati engagée sous les couleurs de l'Automobile Club d'Argentine où il termine quatrième, puis le Grand Prix de France à Reims, où sa carrière internationale avait débuté dix ans plus tôt. Retardé par des ennuis d'embrayage, il doit à nouveau se contenter d'une quatrième place. Par respect envers le plus grand pilote de son temps, le vainqueur du jour Mike Hawthorn refuse de lui infliger un tour de retard en fin de course. Interrogé sur son attitude par les journalistes, Hawthorn répond simplement : « On ne prend pas un tour à cet homme-là. »
Marqué par l'accident mortel de son ancien coéquipier Luigi Musso, le déroulement de la course conforte Fangio dans son choix de mettre un terme à sa carrière.
Entre le Grand Prix d'Argentine et le Grand Prix de France, Fangio avait disputé des épreuves dans diverses catégories. Citons notamment sa participation avortée aux 500 Miles d'Indianapolis (malgré un potentiel qui étonne les pilotes américains, il renonce à participer aux qualifications, jugeant sa Dayton Steel Spl. insuffisamment préparée) ou encore sa participation rocambolesque au Grand Prix de La Havane à Cuba (disputé en catégorie Sport). Pris en otage le dimanche 23 février 1958 par des rebelles du Mouvement du 26 Juillet, la guérilla menée par Fidel Castro qui entendaient attirer l'attention des médias sur leur combat contre la dictature de Fulgencio Batista, il est libéré sans heurt le lendemain. Faisant référence au carambolage mortel ayant marqué l'épreuve le lundi avec sept tués et une trentaine de blessés, Fangio dira plus tard : « Cet événement m'a peut-être sauvé la vie ».
De retour en Argentine, il se consacre à sa famille et à ses affaires en tant que directeur de Mercedes Benz Argentina,. Par la suite, Juan Manuel Fangio bénéficie de relations privilégiées avec la junte militaire.
Il reste jusqu'à sa mort un observateur avisé de l'évolution de la Formule 1, nouant notamment des contacts privilégiés avec le pilote brésilien Ayrton Senna. Jusqu'au début des années 1990 et malgré un pontage cardiaque en 1982, il participe régulièrement, en Argentine mais aussi en Europe, à des manifestations de voitures historiques.
Il meurt le 17 juillet 1995 à Buenos Aires, à 84 ans, à la suite d'une crise cardiaque associée à une pneumonie. L'Argentine décrète trois jours de deuil national et son cercueil est exposé dans le Salon Blanc de la Chambre du gouvernement pour un dernier hommage populaire, en présence notamment du président de la république Carlos Menem et du président de la FIFA João Havelange. Juan Manuel Fangio est enterré au cimetière de Balcarce, dans le caveau familial, aux côtés de ses parents et de ses deux frères. Le triple champion du monde Jackie Stewart vint assister à l'enterrement.

### 2015: exhumation et confirmation de paternité
Le 7 août 2015, le corps de Juan Manuel Fangio est exhumé dans le but de tester son ADN. La procédure, ordonnée par un juge de Mar del Plata, fait suite à une action en justice, lancée en 2013 par Oscar « Cacho Fangio » Espinoza (pilote en Turismo Carretera, en Formule 2 et en Formule 3) qui veut prouver que Fangio était son père. Les échantillons génétiques vont également aider à déterminer si Fangio était le père de Ruben Vázquez qui avait lancé une action en justice similaire en 2005.
Fangio, bien qu'il ait entretenu une longue relation avec Andrea Berruet, la mère d'Espinoza, n'avait jamais reconnu d'enfant. Vázquez affirme que sa mère, Catalina Basili, lui avait confessé, en 2005, qu'il était le fils de Fangio, avec lequel elle aurait eu une relation dans les années 1940.
En décembre 2015, la Cour de justice chargée du dossier confirme qu'Espinoza est bien le fils de Fangio. En février 2016, il est également confirmé que Rubén Vázquez est aussi le fils de Fangio.

## Divers

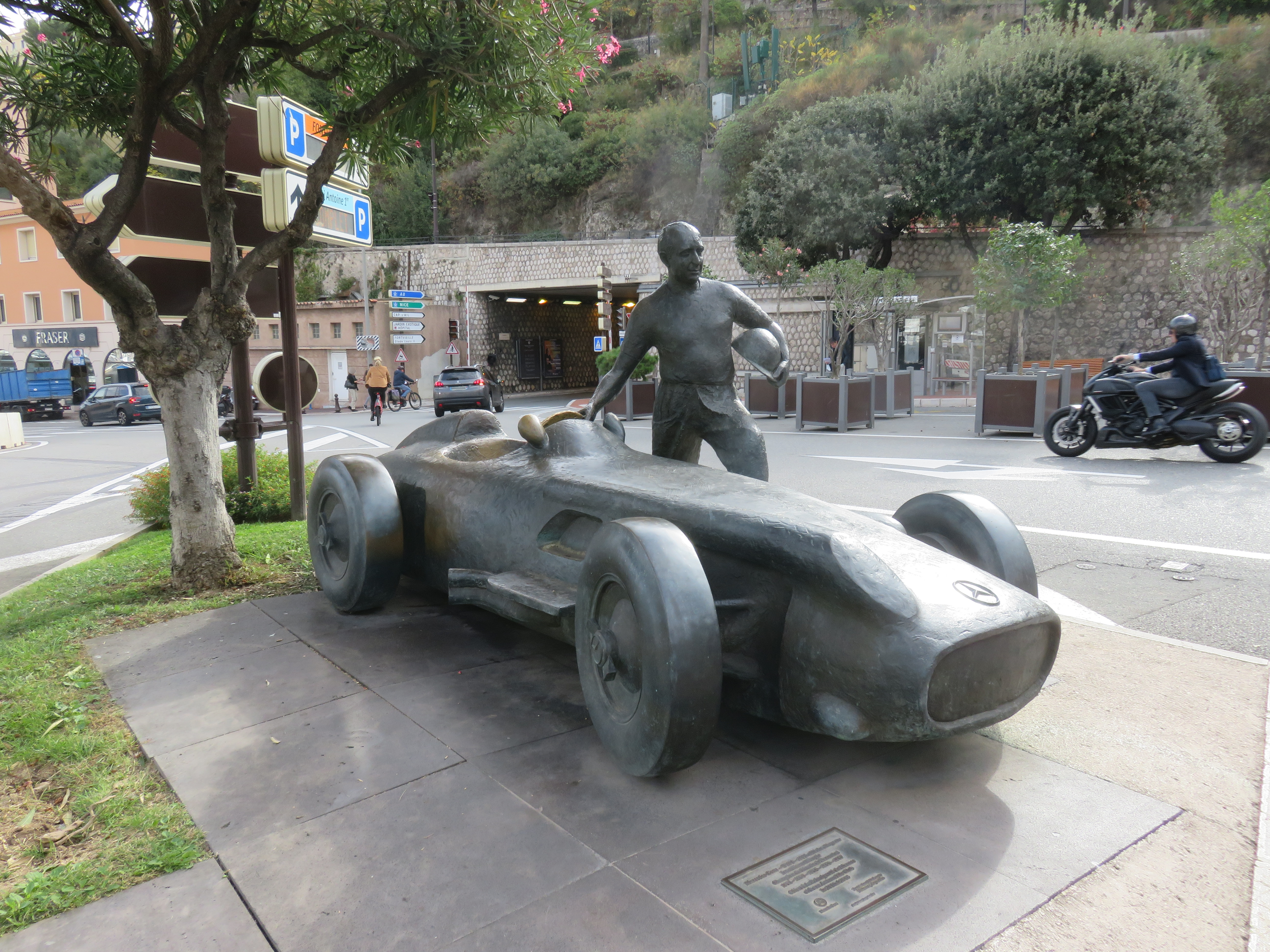
Statue de Juan Manuel Fangio en bronze, à Monte-Carlo.

- Malgré son palmarès et son talent, Fangio courut pendant toute sa carrière sans avoir le permis de conduire. Il ne l'obtint qu'en 1961, plusieurs années après sa retraite[18],[19],[20].
- Le nom Fangio fit son retour sur les circuits dans les années 1980 et 1990. Le neveu du quintuple champion du monde, appelé Juan Manuel Fangio II, s'était notamment mis en évidence en Amérique du Nord, en devenant l'un des meilleurs pilotes du championnat d'Endurance IMSA et en remportant lui aussi les 12 Heures de Sebring.
- Fangio était le parrain du fils du pilote allemand Werner Engel[21], Matthias.
- En France, Suisse romande et en Belgique francophone, l'expression « se prendre pour Fangio » ou « faire le Fangio » signifie soit conduire (trop) vite, soit « rouler de manière sportive »[22]. Elle est par exemple reprise en page 34 de L'Affaire Tournesol, pour qualifier l'agent secret syldave Stany.

## Citations
« Je le vis pour la première fois au printemps 1949 sur l'autodrome de Modène. Il y avait d'autres pilotes mais je finis par garder les yeux sur lui. Il avait un style insolite : il était le seul à sortir des virages sans raser les bottes de paille à l'extérieur. Je me disais : cet Argentin est vraiment fort, il sort comme un bolide et reste au beau milieu de la piste!! Quant à l'homme, je ne parvins jamais à le cerner vraiment. Manuel Fangio est resté pour moi un personnage indéchiffrable… »

— Enzo Ferrari, Piloti, che gente…

## Distinctions
- 1954 : Prix Olimpia de Oro (meilleur sportif argentin, première remise du prix).
- 1957 : Grand Prix de l'Académie des sports.
- 1981 : Prix Konex de Brillante.
- 1990 : introduction au International Motorsports Hall of Fame.

## Résultats en compétition automobile

### Résultats en championnat du monde de Formule 1
| Saison | Écurie                                                 | Châssis                                       | Moteur                                                  | Pneus               | GP disputés | Victoires | Pole positions | Podiums | Meilleurs tours | Dans les points | Abandons | Points inscrits | Classement |
| ------ | ------------------------------------------------------ | --------------------------------------------- | ------------------------------------------------------- | ------------------- | ----------- | --------- | -------------- | ------- | --------------- | --------------- | -------- | --------------- | ---------- |
| 1950   | Alfa Romeo SpA                                         | Alfa Romeo 158                                | Alfa Romeo 8 en ligne compressé                         | Pirelli             | 6           | 3         | 4              | 3       | 3               | 3               | 4        | 27              | 2e         |
| 1951   | Alfa Romeo SpA                                         | Alfa Romeo 159                                | Alfa Romeo 8 en ligne compressé                         | Pirelli             | 7           | 3         | 4              | 5       | 5               | 5               | 1        | 37              | Champion   |
| 1953   | Officine Alfieri Maserati                              | Maserati A6GCM                                | Maserati 6 en ligne                                     | Pirelli             | 8           | 1         | 2              | 4       | 2               | 4               | 5        | 29,5            | 2e         |
| 1954   | Officine Alfieri Maserati Daimler-Benz AG              | Maserati 250F Mercedes-Benz W196              | Maserati 6 en ligne Mercedes 8 en ligne                 | Pirelli Continental | 8           | 6         | 5              | 7       | 3               | 8               | 0        | 57,14           | Champion   |
| 1955   | Daimler-Benz AG                                        | Mercedes-Benz W196                            | Mercedes 8 en ligne                                     | Continental         | 6           | 4         | 3              | 5       | 3               | 5               | 1        | 41              | Champion   |
| 1956   | Scuderia Ferrari                                       | Ferrari D50                                   | Ferrari V8                                              | Englebert           | 7           | 3         | 6              | 5       | 4               | 5               | 2        | 33              | Champion   |
| 1957   | Officine Alfieri Maserati                              | Maserati 250F                                 | Maserati 6 en ligne                                     | Pirelli             | 7           | 4         | 4              | 6       | 2               | 6               | 1        | 46              | Champion   |
| 1958   | Scuderia Sud Americana Novi Auto Air Conditioner Privé | Maserati 250F Kurtis Kraft 500F Maserati 250F | Maserati 6 en ligne Novi 8 en ligne Maserati 6 en ligne | Pirelli             | 2           | 0         | 1              | 0       | 1               | 2               | 0        | 7               | 14e        |
|        | Total                                                  |                                               |                                                         |                     | 51          | 24        | 29             | 35      | 23              | 38              | 14       | 277,64          |            |

### Victoires en Championnat du monde de Formule 1
| no | Année | Manche | Grand Prix      | Circuit                  | Départ | Écurie                    | Châssis             | Résumé |
| -- | ----- | ------ | --------------- | ------------------------ | ------ | ------------------------- | ------------------- | ------ |
| 1  | 1950  | 02/07  | Monaco          | Monaco                   | 1er    | Alfa Romeo SpA            | Alfa Romeo 158      | Résumé |
| 2  | 1950  | 05/07  | Belgique        | Spa-Francorchamps        | 2e     | Alfa Romeo SpA            | Alfa Romeo 158      | Résumé |
| 3  | 1950  | 05/07  | France          | Reims-Gueux              | 1er    | Alfa Romeo SpA            | Alfa Romeo 158      | Résumé |
| 4  | 1951  | 01/08  | Suisse          | Berne-Bremgarten         | 1er    | Alfa Romeo SpA            | Alfa Romeo 159      | Résumé |
| 5  | 1951  | 04/08  | France          | Reims-Gueux              | 1er    | Alfa Romeo SpA            | Alfa Romeo 159      | Résumé |
| 6  | 1951  | 08/08  | Espagne         | Barcelone-Pedralbes      | 2e     | Alfa Romeo SpA            | Alfa Romeo 159      | Résumé |
| 7  | 1953  | 09/09  | Italie          | Monza                    | 2e     | Officine Alfieri Maserati | Maserati A6GCM      | Résumé |
| 8  | 1954  | 01/09  | Argentine       | Buenos Aires             | 3e     | Officine Alfieri Maserati | Maserati 250F       | Résumé |
| 9  | 1954  | 03/09  | Belgique        | Spa-Francorchamps        | 1er    | Officine Alfieri Maserati | Maserati 250F       | Résumé |
| 10 | 1954  | 04/09  | France          | Reims-Gueux              | 1er    | Daimler-Benz AG           | Mercedes-Benz W196s | Résumé |
| 11 | 1954  | 06/09  | Allemagne       | Nürburgring Nordschleife | 1er    | Daimler-Benz AG           | Mercedes-Benz W196  | Résumé |
| 12 | 1954  | 07/09  | Suisse          | Berne-Bremgarten         | 2e     | Daimler-Benz AG           | Mercedes-Benz W196  | Résumé |
| 13 | 1954  | 08/09  | Italie          | Monza                    | 1er    | Daimler-Benz AG           | Mercedes-Benz W196  | Résumé |
| 14 | 1955  | 01/07  | Argentine       | Buenos Aires             | 3e     | Daimler-Benz AG           | Mercedes-Benz W196  | Résumé |
| 15 | 1955  | 04/07  | Belgique        | Spa-Francorchamps        | 2e     | Daimler-Benz AG           | Mercedes-Benz W196  | Résumé |
| 16 | 1955  | 05/07  | Pays-Bas        | Zandvoort                | 1er    | Daimler-Benz AG           | Mercedes-Benz W196  | Résumé |
| 17 | 1955  | 07/07  | Italie          | Monza                    | 1er    | Daimler-Benz AG           | Mercedes-Benz W196s | Résumé |
| 18 | 1956  | 01/08  | Argentine       | Buenos Aires             | 1er    | Scuderia Ferrari          | Ferrari D50         | Résumé |
| 19 | 1956  | 06/08  | Grande-Bretagne | Silverstone              | 2e     | Scuderia Ferrari          | Ferrari D50         | Résumé |
| 20 | 1956  | 07/08  | Allemagne       | Nürburgring Nordschleife | 1er    | Scuderia Ferrari          | Ferrari D50         | Résumé |
| 21 | 1957  | 01/08  | Argentine       | Buenos Aires             | 2e     | Officine Alfieri Maserati | Maserati 250F       | Résumé |
| 22 | 1957  | 02/08  | Monaco          | Monaco                   | 1er    | Officine Alfieri Maserati | Maserati 250F       | Résumé |
| 23 | 1957  | 04/08  | France          | Rouen-les-Essarts        | 1er    | Officine Alfieri Maserati | Maserati 250F       | Résumé |
| 24 | 1957  | 06/08  | Allemagne       | Nürburgring Nordschleife | 1er    | Officine Alfieri Maserati | Maserati 250F       | Résumé |

### Principales victoires hors-championnat du monde de Formule 1
| Date             | Grand Prix                 | Circuit      | Écurie                    | Châssis            |
| ---------------- | -------------------------- | ------------ | ------------------------- | ------------------ |
| 3 avril 1949     | Grand Prix de San Remo     | San Remo     | Automóvil Club Argentino  | Maserati 4CLT-48   |
| 18 avril 1949    | Grand Prix de Pau          | Pau          | Automóvil Club Argentino  | Maserati 4CLT-48   |
| 8 mai 1949       | Circuit du Roussillon      | Perpignan    | Automóvil Club Argentino  | Maserati 4CLT-48   |
| 10 juillet 1949  | Grand Prix d'Albi          | Albi         | Automóvil Club Argentino  | Maserati 4CLT-48   |
| 16 avril 1950    | Grand Prix de San Remo     | San Remo     | Alfa Romeo SpA            | Alfa Romeo 158     |
| 15 août 1950     | Grand Prix de Pescara      | Pescara      | Alfa Romeo SpA            | Alfa Romeo 158     |
| 2 septembre 1951 | Grand Prix de Bari         | Bari         | Alfa Romeo SpA            | Alfa Romeo 159     |
| 30 janvier 1955  | Grand Prix de Buenos Aires | Buenos Aires | Daimler-Benz AG           | Mercedes-Benz W196 |
| 15 avril 1956    | Grand Prix de Syracuse     | Syracuse     | Scuderia Ferrari          | Ferrari D50        |
| 27 janvier 1957  | Grand Prix de Buenos Aires | Buenos Aires | Officine Alfieri Maserati | Maserati 250F      |
| 2 février 1958   | Grand Prix de Buenos Aires | Buenos Aires | Scuderia Sud Americana    | Maserati 250F      |

### Victoires en championnat du monde de Voitures de Sport
| no | Année | Épreuve              | Manche | Écurie           | Châssis           | Coéquipier          |
| -- | ----- | -------------------- | ------ | ---------------- | ----------------- | ------------------- |
| 1  | 1953  | Carrera Panamericana | 07/07  | Scuderia Lancia  | Lancia D24        | Gino Bronzoni       |
| 2  | 1956  | 12 Heures de Sebring | 02/05  | Scuderia Ferrari | Ferrari 860 Monza | Eugenio Castellotti |
| 3  | 1957  | 12 Heures de Sebring | 01/07  | Maserati         | Maserati 450S     | Jean Behra          |

(nota bene : également deuxième des Mille Miglia en 1953 et 1955)

### Victoires hors-championnat du monde de Voitures de Sport
| no | Année | Épreuve                                    | Date  | Écurie                               | Châssis               |
| -- | ----- | ------------------------------------------ | ----- | ------------------------------------ | --------------------- |
| 1  | 1950  | 500 Milles de Rafaela                      | 24/12 | Anthony Lago                         | Talbot-Lago T26C      |
| 2  | 1952  | Grand Prix d'Interlagos                    | 13/01 | Automobile Club d'Argentine (A.C.A.) | Ferrari 166 FL        |
| 3  | 1952  | Grand Prix de Boa Vista                    | 03/02 | Automobile Club d'Argentine (A.C.A.) | Ferrari 166 FL        |
| 4  | 1953  | Supercortemaggiore (Merano)                | 06/09 | Scuderia Alfa Romeo                  | Alfa Romeo 6C 3000 CM |
| 5  | 1955  | Eifelrennen (Nürburgring)                  | 29/05 | Daimler-Benz A.G.                    | Mercedes-Benz 300 SLR |
| 6  | 1955  | Grand Prix routier de Suède (Kristianstad) | 07/08 | Daimler-Benz A.G.                    | Mercedes-Benz 300 SLR |
| 7  | 1955  | Grand Prix automobile du Venezuela         | 06/11 | Equipio Maserati                     | Maserati 300S         |
| 8  | 1957  | Grand Prix de Cuba (La Havane)             | 25/02 | Scuderia Madunina                    | Maserati 300S         |
| 9  | 1957  | Circuit de Monsanto                        | 09/06 | Maserati                             | Maserati 300S         |
| 10 | 1957  | Grand Prix de São Paulo                    | 01/12 | -                                    | Maserati 300S         |
| 11 | 1957  | Grand Prix de Rio de Janeiro               | 08/12 | -                                    | Maserati 300S         |

### Résultats aux 24 Heures du Mans
| Année | Équipe              | no | Voiture               | Moteur                       | Catégorie | Équipier              | Tours | Résultat |
| ----- | ------------------- | -- | --------------------- | ---------------------------- | --------- | --------------------- | ----- | -------- |
| 1950  | Automobiles Gordini | 33 | Simca-Gordini T15S    | Gordini 1,5 l compresseur L4 | S 3.0     | José Froilán González | 95    | Abandon  |
| 1951  | Louis Rosier        | 6  | Talbot-Lago T26GS     | Talbot-Lago 4,5 l L6         | S 5.0     | Louis Rosier          | 92    | Abandon  |
| 1953  | SpA Alfa Romeo      | 22 | Alfa Romeo 6C/3000 CM | Alfa Romeo 3,5 l L6          | S 5.0     | Onofre Marimón        | 22    | Abandon  |
| 1955  | Daimler-Benz AG     | 19 | Mercedes-Benz 300 SLR | Mercedes-Benz 3,0 l L8       | S 3.0     | Stirling Moss         | 134   | Abandon  |

Aux essais de l'édition 1957, Fangio, simplement venu au titre de suppléant no 1 de l'équipe Maserati, boucle le meilleur temps des essais à 203,530 km/h de moyenne, au volant du spider 450S.

### Palmarès

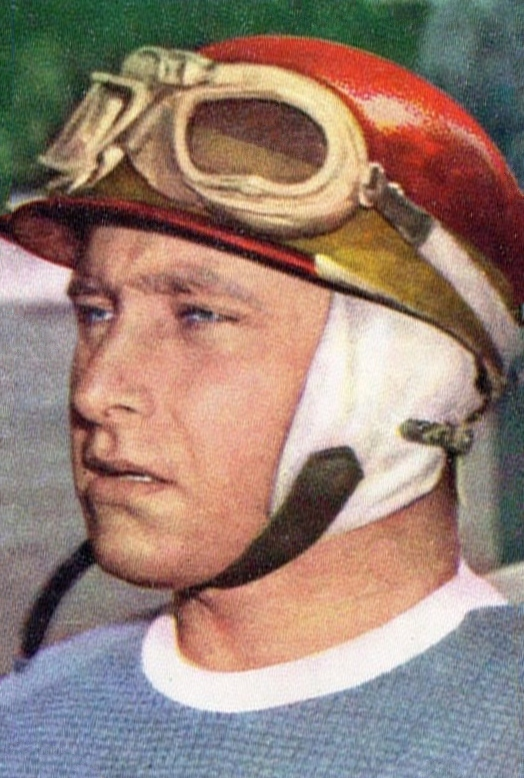
Fangio dans les années 1950.

- 1940 : Champion d'Argentine de Turismo Carretera sur Chevrolet
- 1941 : Champion d'Argentine de Turismo Carretera sur Chevrolet (troisième du championnat TC en 1947 et 1949 sur Chevrolet[26])
- 1948 : Vice-champion d'Argentine de Formule Libre
- 1949 : Vice-champion d'Argentine de Formule Libre et de Turismo Carretera
- 1950 : Vice-champion du Monde des pilotes de Formule 1, vice-champion d'Argentine de Formule Libre (Alfa Romeo 158)
- 1950 : Vainqueur du Circuit automobile des remparts d'Angoulême sur une Maserati 4CLT/48
- 1951 : Champion du Monde des pilotes de Formule 1, vice-champion d'Argentine de Formule Libre (Alfa Romeo 159)
- 1952 : Champion d'Argentine de Formule Libre (Maserati)
- 1953 : Vice-champion du Monde des pilotes de Formule 1 (Maserati A6GCM)
- 1954 : Champion du Monde des pilotes de Formule 1 (Maserati 250F et Mercedes-Benz W196)
- 1955 : Champion du Monde des pilotes de Formule 1 (Mercedes-Benz W196)
- 1956 : Champion du Monde des pilotes de Formule 1 (Ferrari D50), vainqueur des 12 heures de Sebring
- 1957 : Champion du Monde des pilotes de Formule 1 (Maserati 250F), vainqueur des 12 heures de Sebring
- 24 victoires en Formule 1 en 51 Grands Prix, performance qui lui permet de détenir le meilleur classement à la moyenne avec 47,06 %, devant Alberto Ascari (40,63 %) et Jim Clark (34,72 %).

## Vie privée
Juan Manuel Fangio rencontre la comédienne française Marthe Mercadier en 1972. Avec elle, il vit une année de passion amoureuse. Les deux amants aiment tous les deux quand ça va vite ainsi que l'adrénaline, même si au quotidien le pilote est plutôt sage, comme en témoigne le drôle de récit de la comédienne au micro de France Info : « Je n'ai jamais ri autant, il était très sincère. Et il roulait à 90 km/h sur l'autoroute ! Il ne voulait pas accélérer. Il disait que les autres conducteurs étaient fous ».

## Ouvrages
- Juan Manuel Fangio, Ma vie à 300 à l'heure, Plon, 1961
- Juan Manuel Fangio, Courses souvenirs : autobiographie, Michel Lafon, 1995  — Rééd. du Plon 1961, remaniée.
- Préface de Juan Manuel Fangio à L'Aventure Louis Chevrolet, de Pierre Barras, Porrentruy (Suisse), Éditions de l'Olifant, 1991.

### Filmographie
- Fangio apparaît -avec quelques courts dialogues au côté d'Yves Montand- dans le film Grand Prix de 1966.
- Fangio apparaît brièvement aux côtés de Jackie Stewart avant le départ du Grand Prix de Monaco 1971 dans le film-documentaire Weekend of a Champion (1972 - Roman Polanski).
- Fangio, a life at 300 km/h (Fangio: Una vita a 300 all'ora) - documentaire réalisé par Hugh Hudson en 1977 et sorti en salle en 1981.
- Racing Through Time Legends - Juan Manuel Fangio, 2008.